# Protapanteles mlanje
Protapanteles mlanje är en stekelart som först beskrevs av Wilkinson 1929.  Protapanteles mlanje ingår i släktet Protapanteles och familjen bracksteklar. Utöver nominatformen finns också underarten P. m. nigricoxis.